# Operazione Cactus
Operazione Cactus era il nome in codice di un'azione militare intrapresa dalle forze armate indiane come risposta ad un tentativo di colpo di Stato nella repubblica delle Maldive, tra il 3 ed il 4 novembre 1988. Il tentativo di golpe fu messo in atto da un gruppo di dissidenti politici maldiviani, capitanati dall'uomo d'affari Abdullah Luthufi, con l'appoggio di un gruppo di mercenari tamil del People's Liberation Organisation of Tamil Eelam (PLOTE), nel tentativo di spodestare il presidente maldiviano Maumoon Abdul Gayoom; un contingente della 50th Parachute Brigade indiana, appoggiato da unità aeree e navali, fu fatto prontamente intervenire dal primo ministro Rajiv Gandhi, e nel giro di poche ore il gruppo di mercenari fu sconfitto ed il tentativo di golpe represso.

## Antefatti
La piccola nazione insulare delle Maldive passò ad una forma di governo di tipo repubblicano presidenziale nel 1968, abbandonando il tradizionale sultanato; nel novembre del 1978 Maumoon Abdul Gayoom fu eletto come il secondo presidente della storia delle Maldive: durante la sua presidenza, protrattasi con successive elezioni fino al 2008, Gayoom fu accusato di esercitare un potere totalitario, controllando strettamente i mezzi di informazione e facendo imprigionare i suoi oppositori politici. Durante il suo mandato Gayoom denunciò tre tentativi di colpo di Stato: nel maggio del 1980 il presidente avanzò dettagliate accuse circa un fallito tentativo di golpe promosso dal suo predecessore alla presidenza, Ibrahim Nasir, in quel momento in esilio a Singapore; Nasir fu poi condannato da un tribunale maldiviano in contumacia nel 1981. Un secondo tentativo di golpe, parimenti abortito, fu denunciato sempre da Gayoom nel 1983.
Il tentativo più serio di spodestare Gayoom con la forza fu invece tentato dall'uomo d'affari maldiviano Abdullah Luthufi: alle 4:15 del 3 novembre 1988 un gruppo di 150 mercenari tamil dell'organizzazione guerrigliera del PLOTE sbarcarono da due pescherecci nel porto di Malé, la capitale delle Maldive. I mercenari si impadronirono rapidamente dei luoghi chiave della capitale, tra cui il porto, l'Aeroporto Internazionale di Malé, le stazioni di radio e televisione, oltre ai principali edifici pubblici dove furono fatti prigionieri diversi membri del governo; il quartier generale della Maldives National Defence Force, l'unica forza armata della piccola nazione, fu attaccato con razzi, mitragliatrici e bombe a mano, ma il comandante dell'unità, maggior generale Moosa Ali Jaleel, riuscì ad organizzare un'efficace resistenza e l'edificio non fu espugnato. I mercenari si impadronirono anche del palazzo presidenziale, ma Gayoom riuscì ad evitare la cattura, spostandosi in continuazione da un edificio all'altro; Gayoom riuscì ad inviare richieste di aiuto ai governi di India, Stati Uniti e Regno Unito, perché inviassero contingenti militari a reprimere il tentativo di golpe.

## Operazione Cactus
Il più tempestivo a muoversi fu il governo indiano: alle 15:30 di quello stesso 3 novembre il consiglio dei ministri indiano, su sollecitazione del primo ministro Rajiv Gandhi, approvò l'invio di truppe per restaurare l'ordine nelle Maldive, affidando il compito alla 50th Parachute Brigade ("50ª Brigata paracadutisti"); sei ore dopo l'approvazione dell'esecutivo, le forze armate indiane diedero avvio all'operazione "Cactus". Sotto il generale di brigata Farukh Bulsara (comandante della 50th Brigade) furono selezionati per l'operazione 1 600 uomini del 6º Battaglione paracadutisti e del 17º Reggimento artiglieria campale paracadutata (l'unità armi pesanti della brigata); gli elementi di testa, guidati dallo stesso Bulsara, furono imbarcati su due aerei da trasporto Ilyushin Il-76 della Bhāratīya Vāyu Senā che decollarono da Agra alla volta di Malé, mentre aerei da ricognizione ed unità navali della marina militare indiana facevano rotta per le acque maldiviane.
Dopo un volo non-stop di 2 000 chilometri durato quattro ore, all'1:30 del 4 novembre i due Il-76 arrivarono in vista dell'aeroporto di Malé, posto su un'isoletta a tre chilometri dalla città: i paracadutisti si lanciarono direttamente sulla struttura, occupandola nel giro di 30 minuti incontrando una resistenza trascurabile. Sequestrate due imbarcazioni locali, due plotoni del 6º parà si portarono verso la capitale, ed entro le 2:40 localizzarono e trassero in salvo il presidente Gayoom, portandolo al sicuro; i paracadutisti si sparsero poi per le vie di Malé, ingaggiando scontri isolati con i mercenari tamil, ormai in piena rotta: 19 mercenari furono uccisi al prezzo di un solo ferito tra gli indiani. Un gruppo di mercenari si impossessò di un cargo civile, la Progress Light, trasportandovi a bordo diversi ostaggi tra cui il ministro dell'educazione maldiviano ed il ministro per i trasporti; un distaccamento del 17º artiglieria campale mosse in fretta mitragliatrici e lanciarazzi verso l'estremità dell'isola, ma nonostante fosse riuscito a colpire la nave non riuscì ad impedirle di lasciare l'arcipelago.
La Progress Light fece rotta per lo Sri Lanka, ma fu ben presto intercettata dai ricognitori della marina indiana: le fregate INS Godavari ed INS Betwa affiancarono il mercantile al largo della costa cingalese, fermandolo con una serie di colpi d'avvertimento. Dopo lunghe negoziazioni, i mercenari si arresero la mattina del 6 novembre: un gruppo di commando della marina indiana abbordò il vascello e prese in consegna gli ostaggi, facendo prigionieri 47 mercenari tra cui il loro leader, Uma Maheswaran. Contemporaneamente, altri velivoli indiani trasportarono i paracadutisti in volo a Malé per completare la liberazione della città, unitamente al 10º Battaglione di para-commando (un'unità di forze speciali) appena giunto dall'India; i para-commando compirono una serie di intensi pattugliamenti nelle isole più piccole a bordo di elicotteri Mil Mi-8, dando la caccia agli ultimi contingenti di mercenari ancora in fuga. Nel giro di 24 ore ogni minaccia era cessata ed il presidente Gayoom reintegrato nelle sue funzioni.

## Conseguenze
Il rapido intervento delle forze indiane fece fallire nel giro di poche ore il tentativo di golpe, con perdite umane ridotte al minimo. I mercenari catturati (circa un centinaio) furono condannati a morte dai tribunali maldiviani, ma sotto pressioni indiane il presidente Gayoom commutò le condanne in carcere a vita nel settembre del 1989, poco prima che dall'India venissero estradati gli uomini catturati sulla Progress Light; furono avanzate accuse verso Ibrahim Nasir circa un suo coinvolgimento anche in questo tentativo di golpe, ma in seguito furono lasciate cadere e Nasir fu graziato da Gayoom nel luglio del 1990, come ricompensa per il suo passato ruolo nel processo di indipendenza della nazione.
Truppe indiane stazionarono nelle Maldive per un anno dopo il fallito golpe, come forza di protezione e per mantenere l'ordine; gli ultimi contingenti furono ritirati nel settembre del 1989. L'operazione "Cactus" rafforzò i già buoni rapporti tra Nuova Delhi e Malé, che divennero ancora più stretti; l'azione fu anche un modo, da parte dell'India, di proporsi nel ruolo di garante dello status quo della regione come pure di potenza dominante nell'area.